# CloneCD
CloneCD es un software para copiar CD (y en su última versión DVD). Es un software comercial comercializado por RedFox. Antes se publicaba bajo licencia privativa de SlySoft, pero dicha compañía dejó de llamarse SlySoft al ser cerrada su web por motivos legales, tras haberse endurecido las legislaciones sobre propiedad intelectual.
El software permite copiar CD protegidos contra copia, convirtiéndose en un software que se puede usar para realizar copias de seguridad de DVD y CD protegidos, aunque también copias ilegales, motivo del endurecimiento de las legislaciones, que fueron muy criticadas porque no presupone inocencia por parte del usuario.

## Características
Las características de CloneCD son las siguientes:
- Trabaja con CD-ROMs, CD-Rs y CD-RWs
- Puede copiar desde unidades de CD/DVD, discos duros o unidades virtuales
- Copia DVD-R, DVD-RW, DVD+R, DVD+RW, DVD+R Doble capa y DVD-RAM
- Soporta formatos .iso y .udf creados con otros programas (por ejemplo: Nero, DVD2One, DVDShrink o CloneDVD)

## Requerimientos
- Una computadora personal compatible con Windows, procesador de mínimo 2GHz y 1GB de memoria RAM
- Windows XP o posterior
- 35MB en disco duro
- Lector de CD/DVD y preferentemente también grabadora de CD/DVD.